# Questione di feeling
Questione di feeling è un brano e un singolo discografico di Mina e Riccardo Cocciante, pubblicato nel 1985.

## Tracce
Lato A
1. Questione di feeling (feat. Mina e Riccardo Cocciante) – 4:15 (testo: Mogol – musica: Riccardo Cocciante; edizioni musicali Boventoon BV, L'Altra Metà)

Lato B
1. Questione di feeling (versione strumentale) – 4:52 (musica: Riccardo Cocciante; edizioni musicali Boventoon BV, L'Altra Metà)

## Descrizione
Il disco venne pubblicato a ottobre del 1985 dalla Virgin Dischi, etichetta discografica di Cocciante.
Fa parte delle rispettive discografie dei due artisti. Per Mina si tratta del 128º singolo e anticipa di poco l'album Finalmente ho conosciuto il conte Dracula... in cui è contenuto. Anche Cocciante inserisce il brano nell'album Il mare dei papaveri (1985). Esiste in edizione per jukebox (Virgin JBV 274), la cui vendita è vietata.
Sul lato B del singolo è in versione strumentale, mentre sulla facciata principale del disco è cantata in duetto dai due artisti (commercialmente Mina compare per concessione della PDU, etichetta discografica di sua stessa proprietà).
Brano di grande respiro ben costruito dallo stesso Cocciante capace di creare un'atmosfera tra soul bianco e melodia, messa in risalto dal testo allo stesso tempo moderno e popolare di Mogol. Mina impreziosisce il tutto con la sua notevolissima interpretazione.
Dal racconto di Cocciante a Mario Luzzatto Fegiz nel 1992, il non aver trovato subito la giusta tonalità di interpretazione della canzone durante la prima sessione di prove in studio, aveva spazientito Mina (famosa per la produzione di brani con un'unica registrazione) fino a farla desistere dall'incisione. Concessa al cantautore, con un accordo verbale, la possibilità di restare solo in studio per tentare di risolvere il problema, alla proposta finale di approcciare il brano in modo più sussurrato che gridato e con una tonalità bassa più adatta a una voce maschile, Mina rinnega il patto e si rifiuta nuovamente. Cocciante allora insiste almeno per un provino, appellandosi alla parola data dalla cantante. Terminata l'incisione, dopo gli editing e l'aggiunta dei cori, Mina ascolta il risultato e, con soddisfazione, candida il brano per la pubblicazione sull'unico singolo estratto dall'album.
Utilizzato come sigla della trasmissione televisiva Pentatlon di Mike Bongiorno.
Nel 2007 è stato reinciso in lingua spagnola da Mina in coppia con Tiziano Ferro (titolo Cuestión de feeling, testo di Luis Gómez Escolar), per l'album Todavía, ed estratto come singolo promozionale.

## Classifiche

### Classifiche settimanali
| Classifica (1985) | Posizione |
| ----------------- | --------- |
| Italia            | 2         |

### Classifiche di fine anno
| Classifica (1985) | Posizione |
| ----------------- | --------- |
| Italia            | 13        |